# کلوویس کرنیاک
کلوویس کُرنیاک فرانسوی: Clovis Cornillac‎ بازیگر فرانسوی و متولد ۱۶ اوت ۱۹۶۷ است
از فیلم‌های معروف او می‌توان به فیلم آستریکس در بازی های المپیک، بریس از نیس، بریس ۳، قرار ملاقات دو ناشناس و مار اشاره کرد.